# José Monzón
José Monzón Insa (Andorra (Aragó) 1917 - Reus 1977) va ser un pagès i ferroviari que va anar a viure a Catalunya durant la guerra civil.
Fill d'una família de pagesos i ramaders, va continuar amb aquests oficis fins a la guerra civil, quan va ser mobilitzat i destinat a Reus, a l'Institut Pere Mata, convertit en hospital de sang. Allà va conèixer la que seria la seva esposa, que hi treballava. Quan va acabar la guerra s'instal·là a Reus, però va anar a viure un temps a Calanda, on hi tenia família. Va tornar a Reus com a empleat de RENFE, i va ser el primer d'anar a viure al Barri Montserrat, que en aquell temps, a finals dels anys quaranta, s'estava urbanitzant i on es venien parcel·les de terra més aviat per construir-hi casetes pel cap de setmana i anar-hi a fer la paella, que no pas com a lloc de residència. La onada d'immigració d'aquell moment, sobretot per la instal·lació de les primeres empreses químiques i la construcció de la Universitat Laboral a Tarragona, van convertir el Barri Montserrat en un lloc d'arribada. José Monzón, com a primer resident, va ser considerat com una mena de "fundador" del lloc, i va ser nomenat per l'ajuntament alcalde de barri, càrrec que va ocupar molts anys, i que li va servir per reivindicar millores en la comunicació i el transport des d'allà fins al centre de la ciutat. L'any 1977, quan tornava d'un viatge a la Selva del Camp amb el seu automòbil, va xocar contra un camió i va morir a l'acte. Al Barri Montserrat hi ha una plaça amb el seu nom.